# 電波天文衛星
電波天文衛星（でんぱてんもんえいせい、英: Radio Astronomical Satellite）とは、電波天文学観測を専門的に行う衛星のこと。

## 概説
宇宙空間に電波望遠鏡を打ち上げて、天体観測を行うというのは、スペースVLBI衛星（はるか、ASTRO-G)だけではない。実際には、ノーベル物理学賞を受賞したCOBE衛星や宇宙誕生期の微かな電波観測を行い、宇宙の年齢を精密に測定したWMAP衛星などがある。
基本は、通信衛星や放送衛星が、地球にある衛星局や放送局の電波を受信して、増幅して送り返す衛星であるが、電波天文衛星の場合には、宇宙から来る微かな電波を観測する衛星であるということである。
そのため、高感度の受信機や精密に展開が行われるアンテナなどから成る。電波望遠鏡と同じ装置を宇宙に打ち上げるために、どうしても部品調達に関して信頼性などが要求される衛星である。よって、通信衛星や放送衛星が実用化されてから実現が可能になった衛星でもある。
ヨーロッパ宇宙機関(ESA)が打ち上げた、プランク衛星なども同じカテゴリーの衛星である。

## 電波天文衛星一覧

### スペースVLBI衛星
- TDRS - 本来の用途はデータ中継衛星だが、1986年から1988年にかけてスペースVLBIの実証を行った。
- はるか - 宇宙科学研究所 (ISAS) が1997年に打ち上げた世界初のスペースVLBI衛星。
- ラジオアストロン - ロシアが2011年に打ち上げたスペースVLBI衛星。
- ASTRO-G - はるかの後継に相当するVLBI衛星。2011年に開発中止。

### ビッグバン宇宙論を実証した衛星
- COBE衛星 - 所属：アメリカ航空宇宙局/ゴダード宇宙センター/カリフォルニア大学
- WMAP衛星 - 所属：アメリカ航空宇宙局/ゴダード宇宙センター/プリンストン大学

### ヨーロッパ宇宙機関で打ち上げた衛星
- プランク衛星 - WMAPでは観測の出来なかった精密観測を予定。

### 研究分野
- 天文学 - 電波天文学
- 宇宙物理学 - 宇宙論

### 実施機関
- 宇宙航空研究開発機構/国立天文台
- アメリカ航空宇宙局
- ヨーロッパ宇宙機関